# Most generála Rafaela Urdanety
Most generála Rafaela Urdanety (španělsky Puente General Rafael Urdaneta) je zavěšený most přes úžinu mezi jezerem Maracaibo a Venezuelským zálivem v západní Venezuele. Spojuje město Maracaibo se zbytkem země. Nese jméno generála Rafaela Urdanety, hrdiny z války o nezávislost, který se narodil v Maracaibu.
Most je 8,678 km dlouhý a 17 m široký. Jedná se o čtvrtý nejdelší most v Jižní Americe. Výška mostu 45 metrů nad hladinou umožňuje lodím most podeplout.

## Historie

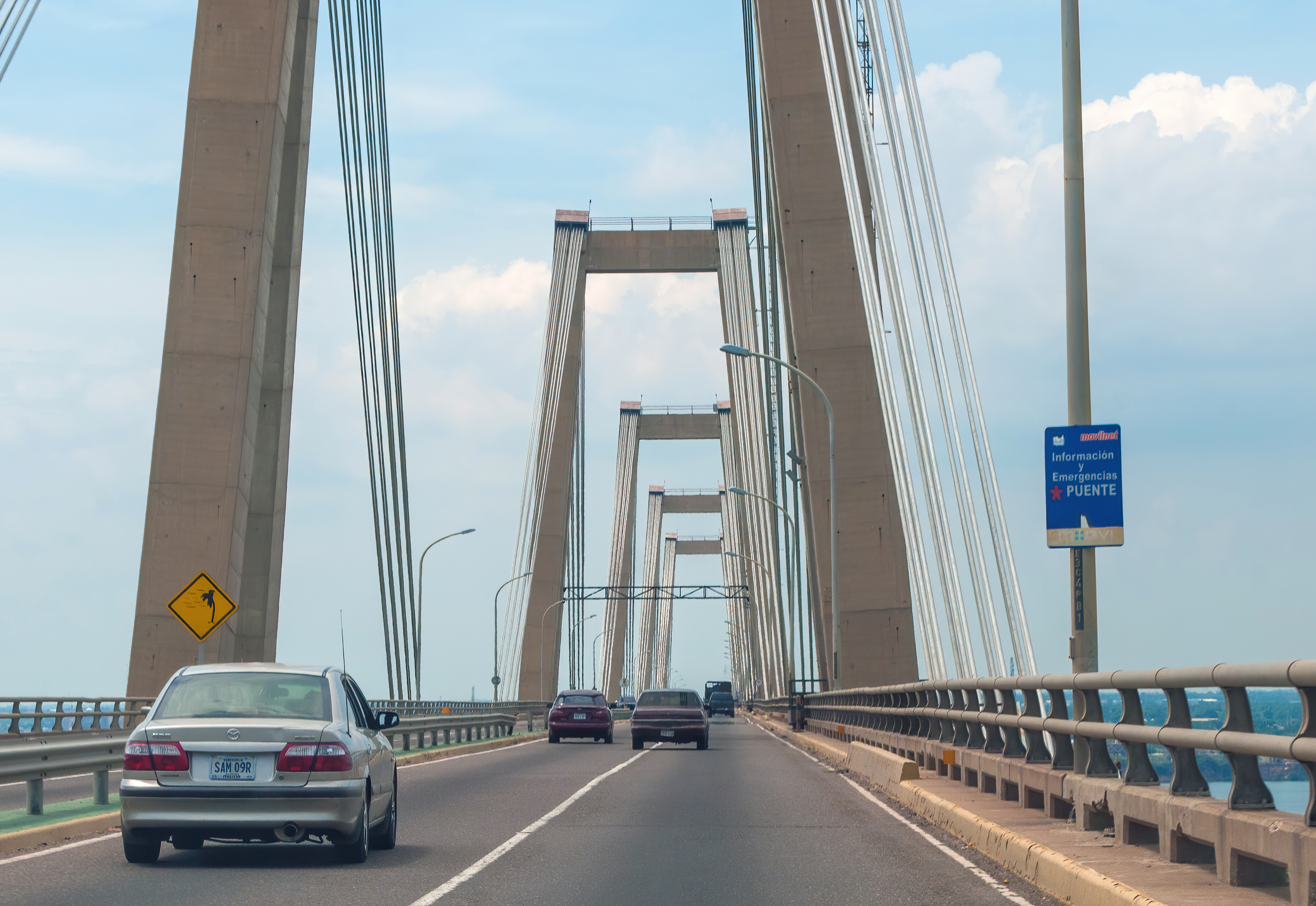
Po mostě vede čtyřproudová silnice

Architektonická soutěž na stavbu mostu začala v roce 1957 a vyhrál ji Juan Francisco Otaola Pavan se svým partnerem Oscarem Benedettim, majitelé společnosti Precomprimido C.A., s návrhem od italského architekta Riccarda Morandiho. Stavba začala v roce 1958 a trvala čtyři roky. Slavnostní otevření mostu proběhlo 24. srpna 1962. Přítomen byl tehdejší venezuelský prezident Rómulo Betancourt. V době otevření byl most Generála Rafaela Urdanety nejdelším zavěšeným mostem na světě.
Dva roky po otevření mostu, v dubnu 1964, došlo ke zřícení části mostu po nárazu tankeru Esso Maracaibo. Při incidentu zahynulo sedm lidí. Ropná společnost Creole Petroleum Corporation, které tanker patřil, následně poškozený most nechala opravit. Most byl mimo provoz po osm měsíců.
Po zhroucení Morandiho mostu v Janově v srpnu 2018 se pozornost upřela také na most generála Rafaela Urdanety, který má podobnou konstrukci. Bylo provedeno několik studií, které odhalily špatný stav mostu, který způsobila také zanedbávaná údržba. Venezuelská vláda se proto vrátila k myšlence stavby druhého mostu, který by musel být financován soukromým kapitálem. Návrhy na jeho stavbu existují už od roku 1982.